# 3430 Bradfield
3430 Bradfield eller 1980 TF4 är en asteroid i huvudbältet som upptäcktes den 9 oktober 1980 av den amerikanska astronomen Carolyn S. Shoemaker vid Palomar-observatoriet. Den är uppkallad efter den australiensiske amatörastronomen William A. Bradfield.
Asteroiden har en diameter på ungefär 8 kilometer och den tillhör asteroidgruppen Agnia.